# سوزان كاشمان
سوزان كاشمان هي لاعبة جمباز إيقاعي كندية، ولدت في 7 يناير 1972 في كولد لايك في كندا.

## وصلات خارجية
- سوزان كاشمان على موقع اللجنة الأولمبية الدولية (الإنجليزية)
- سوزان كاشمان على موقع أوليمبيديا (الإنجليزية)
- سوزان كاشمان على موقع اللجنة الأولمبية الكندية (الإنجليزية)
- سوزان كاشمان على موقع اتحاد ألعاب الكومنولث (مؤرشف) (الإنجليزية)